# 勇者のきろく
『勇者のきろく』（ゆうしゃのきろく）はPlayStation Vita（PS Vita）用のスケジュール管理用アプリケーションソフト。SCEより発売されているPSP用ゲームソフト『勇者のくせになまいきだ。』のキャラクター・世界観を使ったスピンオフ。
2012年4月19日より『勇者のきろく Ver.(仮)』（ゆうしゃのきろく バーかり）として配信開始された。2013年9月に配信及びサービスを停止した。

## 概要
破壊神となって、ダンジョンを掘り、魔物を生み、育て、やってくる勇者を撃退するゲーム『勇者のくせになまいきだ。』の世界観を用いたスケジュール管理ソフト。
予定を設定し、それを達成すると「養分」あるいは「魔分」を入手できる。翌日になると、入手した養分・魔分に応じた魔物が生み出される。毎週日曜日午前0：00には勇者がやってくるのでそれを撃退する。勇者を撃退できれば、勇者を撃退した数に応じて「堀パワー」を獲得し、惑星を掘り進むことができる。なお、本作ではツルハシは所持している堀パワーを使用して、自動的にダンジョンを掘ってゆく。

## オンラインプレイ
「ワールドマップ」を選択すると、作成した計画をネット上に公開することができる。公開した計画は他のプレイヤーから激励、スカウトされることによってポイントを獲得できる。なお、自分が他人を激励・スカウトすることによってもポイントを獲得できる。獲得したポイントに応じて、生み出せる魔物のレベルが上昇し、より強い魔物を生み出せるようになる。

## 課金体系
本作はソフト本体は無料だが、様々なダウンロードコンテンツが用意されており、それらをPlayStation Storeで購入することが可能となっている。